# Jim Sturgess
Pour les articles homonymes, voir Sturgess.
James Anthony "Jim" Sturgess, né le 16 mai 1978 à Londres, en Angleterre (Royaume-Uni), est un acteur, chanteur et musicien britannique.

## Biographie
James Anthony "Jim" Sturgess est né le 16 mai 1978 à Londres, en Angleterre (Royaume-Uni). Ses parents sont Peter et Jane (née Martin) Sturgess. Il a un frère aîné, Will et une petite sœur, Tia.
Il a étudié à l'Université de Salford.

### Vie privée
Jim Sturgess a entamé une relation en 2002 avec Mickey O'Brien, membre temporaire du groupe La Roux et met fin à leur relation en 2013.
Il a fréquenté l'actrice sud-coréenne Bae Doona, sa partenaire avec qui il a joué dans le film Cloud Atlas. Les rumeurs sur leur relation avaient commencé en février 2013 mais le couple n'a ni nié ni reconnu leur relation jusqu'en mai 2014 pendant le festival international du film de Cannes. Doona était à Cannes lorsque le film A Girl at My Door a été présenté dans la section Un certain regard du festival international du film de Cannes et Jim a fait une visite surprise à l'événement pour lui apporter un soutien. Dans une interview avec les médias coréens, Bae Doona confirme cependant qu'elle a entretenu une relation amoureuse avec l'acteur britannique. Ils ont rompu en mars 2015.
Il est marié à Dina Mousawi depuis 2019.

## Carrière

### Révélation (1994-2009)
Très actif à la télévision (il y est notamment Young Charlie dans la série télévisée The Quest), Jim Sturgess a également fait de la radio. Au cinéma, il est tout d'abord connu pour son rôle de Jude, le rôle masculin principal dans Across the Universe, comédie musicale américaine où il reprend quelques titres des Beatles tels que All My Loving, Something, Strawberry Fields Forever....
Il a également tenu le rôle de George Boleyn, dans le film Deux Sœurs pour un roi, aux côtés de Natalie Portman, Scarlett Johansson et Eric Bana en 2008. Toujours en 2008, il est la vedette du film Las Vegas 21 au côté de Kevin Spacey et Kate Bosworth qui récolte 80 millions de dollars aux États-Unis.

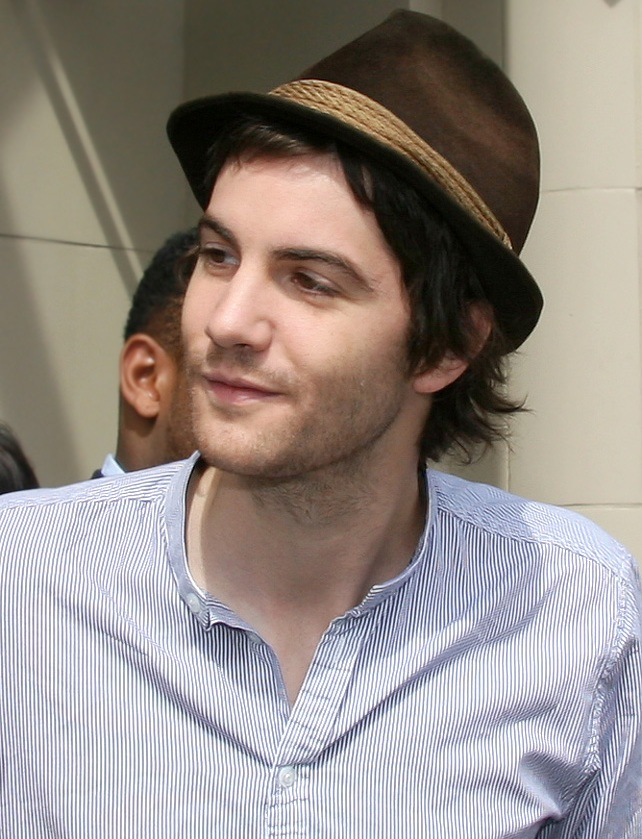
L'acteur à la première de La Guerre de l'ombre au Toronto International Film Festival 2008.

En 2009, il tourne dans Heartless, un film britannique qui parle des gangs londoniens et de la difficulté qu'ont les personnes avec un handicap à s'intégrer dans la société. Il y joue le rôle principal sous le prénom de Jemy, un jeune homme complexé par la tache de naissance qui recouvre une partie gauche de son visage et qui va ensuite signer un pacte avec le diable pour acquérir une beauté extérieure. Ce thriller psychologique est acclamé par la critique et l'impose comme un acteur à suivre.

### Confirmation (2010-...)
En 2010, dans la fresque historique Les Chemins de la liberté de Peter Weir, il interprète le rôle principal du Polonais Janusz, échappé du goulag en 1940 — avec quelques prisonniers notamment incarnés par Ed Harris, Colin Farrell et Dragos Bucur — pour un périple de milliers de kilomètres à pied, du nord de la Sibérie jusqu'en Inde. En 2011, il confirme en tête d'affiche en donnant la réplique à Anne Hathaway dans le drame romantique Un Jour, adapté du roman éponyme de David Nicholls sorti en 2009.
En 2012, on le retrouve dans Cloud Atlas d'Andy et Lana Wachowski et Tom Tykwer, aux côtés de Halle Berry, Tom Hanks, Hugo Weaving et Bae Doona, film dans lequel il interprète six rôles différents. Il est notamment le héros dans Le journal de la traversée du Pacifique d'Adam Ewing, qui se déroule en 1849, dans lequel un jeune juriste, au cours d'un voyage à travers l'Océan Pacifique, voit sa vie menacée par un médecin cupide, trouve l'amitié d'un esclave auto-affranchi et décide finalement de s'engager avec son épouse dans la lutte contre l'esclavage. Il joue également, dans L'Oraison de Sonmi-451 qui se déroule en 2144, le rôle de Hae-Joo Chang, lieutenant de l'Union Rebelle contre l’État totalitaire à New-Seoul, chargé d'éduquer et de protéger Somni, clone naïf qui a conscience du lien entre les époques, les actes et leurs conséquences.
La même année, dans le film de science-fiction indépendant Upside Down, de Juan Solanas, il renoue avec la figure du jeune premier romantique en interprétant le rôle principal d'Adam Kirk, qui fera tout pour retrouver l'amour de sa vie, Eden Moore, incarnée par Kirsten Dunst, devenue amnésique à la suite d'un tragique accident. L'histoire se déroule dans un univers dans lequel deux planètes vivent l'une en dessous de l'autre avec des centres de gravité opposés. Eden vivant dans le monde d'en haut qui est le monde prospère et riche, et Adam vivant dans le monde d'en bas qui est le monde pauvre. Le film connait quelques complications en termes de distribution, et est considéré comme un échec commercial.

## Filmographie

### Cinéma
- 1994 : Les Leçons de la vie (The Browning Version) de Mike Figgis : Bryant
- 2005 : Rebelle Adolescence (Mouth to Mouth) d'Alison Murray : Red
- 2007 : Across the Universe de Julie Taymor : Jude
- 2008 : Deux Sœurs pour un roi (The Other Boleyn Girl) de Justin Chadwick : George Boleyn
- 2008 : Las Vegas 21 (21) de Robert Luketic : Ben Campbell
- 2008 : La Guerre de l'ombre (Fifty Dead Men Walking) de Kari Skogland : Martin McGartland
- 2009 : Droit de passage (Crossing Over) de Wayne Kramer : Gavin Kossef
- 2009 : Heartless de Philip Ridley : Jamie Morgan
- 2010 : Les Chemins de la liberté (The Way Back) de Peter Weir : Janusz
- 2010 : Le Royaume de Ga'hoole (Legend of the Guardians: The Owls of Ga'Hoole) de Zack Snyder : Soren (voix)
- 2011 : Un jour (One Day) de Lone Scherfig : Dexter Mayhew
- 2012 : Upside Down de Juan Diego Solanas : Adam Kirk
- 2012 : Cloud Atlas de Lana Wachowski, Tom Tykwer et Lilly Wachowski : Adam Ewing / un pauvre client de l'hôtel / le père de Megan / l’Écossais du bar / Hae-Joo Chang / le beau-frère de Zachry
- 2012 : Spike Island de Mat Whitecross : Un vendeur de burgers
- 2012 : Ashes (Ashes) de Mat Whitecross : James
- 2013 : Electric Slide de Tristan Patterson : Eddie Dodson
- 2013 : The Best Offer de Giuseppe Tornatore : Robert
- 2014 : Hysteria de Brad Anderson : Edward Newgate
- 2015 : Kidnapping Mr. Heineken de Daniel Alfredson : Cor Van Hout
- 2017 : Geostorm de Dean Devlin : Max
- 2018 : Séduction fatale (London Fields) de Mathew Cullen : Keith Talent
- 2018 : J.T. LeRoy de Justin Kelly : Geoffrey Knoop
- 2019 : Berlin, I Love You : Jared
- 2024 : Apartment 7A de Natalie Erika James

#### Court métrage
- 2000 : I'm Frank Morgan de Paul Murphy : Billy Howcroft

### Télévision

#### Séries télévisées
- 1999 : The Scarlet Pimpernel (en) : Erik
- 2000 : Other People's Children (en) : Barry
- 2001 : The Residents : Banjo
- 2001 : Heartbeat (en) : Robert
- 2002 : Judge John Deed : Gary Patterson
- 2002 : The Quest : Charlie jeune
- 2003 : Inspecteur Frost (A Touch of Frost) : Laurence Burrell
- 2005 : The Last Detective : Ryan
- 2016 : Feed the Beast : Dion Patras
- 2016 : Close to the Enemy : Callum Ferguson
- 2018 : Hard Sun : Charlie Hicks
- 2020 - 2021 : Home Before Dark : Matthew Lisko
- 2025 : The Stolen Girl : Fred Blix

#### Téléfilms
- 2001 : Hawkins de Robin Sheppard : Un assistant
- 2003 : Rehab d'Antonia Bird : Daryll
- 2003 : Thursday the 12th de Charles Beeson : Martin Bannister
- 2004 : The Second Quest de David Jason : Charlie jeune
- 2004 : The Final Quest de David Jason : Charlie jeune

## Voix françaises
| - Damien Ferrette dans : - Les Chemins de la liberté - Un jour - Hysteria - Geostorm - L'Appartement 7A - Donald Reignoux dans : - Upside Down - Cloud Atlas - The Best Offer - Emmanuel Garijo dans : - Deux Sœurs pour un roi - Droit de passage | - Alexandre Crépet dans (les séries télévisées) : - Feed the Beast - The Stolen Girl Et aussi - Alexis Tomassian dans Las Vegas 21 - Jean-Marco Montalto dans Heartless - Félicien Juttner dans Hard Sun (série télévisée) - Philippe Bozo dans Home Before Dark (série télévisée) - Julien Chettle dans Alone Together (en) |

Au Québec
| - Philippe Martin dans : - Deux Sœurs pour un roi - 21 - Le Dénonciateur - Les Chemins de la liberté - Un jour - Cartographie des nuages - Géotempête | et aussi - Alexis Lefebvre dans Droit de passage |

## Discographie

### Musique de films
- 2007 : Across the Universe
  - Girl
  - All My Loving
  - With a Little Help from My Friends (avec Joe Anderson)
  - I've Just Seen a Face
  - Dear Prudence (avec Joe Anderson, Dana Fuchs et Evan Rachel Wood)
  - Because (avec Joe Anderson, T.V. Carpio , Dana Fuchs, Martin Luther McCoy (en) et Evan Rachel Wood)
  - Something
  - Strawberry Fields Forever (avec Joe Anderson)
  - Revolution
  - Across the Universe
  - All You Need Is Love (avec T. V. Carpio, Dana Fuchs et Martin Luther McCoy)
- 2008 : Las Vegas 21
  - Lost Everything
- 2009 : Droit de passage
  - Mistake The Enemy (Paroles)
  - Make Your Mind Up (Paroles)
  - Hine ma tov (Traditionnel)
- 2009 : Heartless
  - Heartless
  - The Other Me
  - Panic and Magic (O'Brien/Stoney/Sturgess)